# Bourbakisme
Pour les articles homonymes, voir Bourbaki.
Le bourbakisme est un courant de pensée, qui tire son nom de Nicolas Bourbaki, et qui tend à formaliser et unifier les mathématiques au sein de la théorie des ensembles. L'adjectif « bourbakiste » désigne aussi un mathématicien très formel.

## L'œuvre de Nicolas Bourbaki
Le groupe de mathématiciens rassemblés sous le nom de Nicolas Bourbaki a commencé à écrire les Éléments de mathématique en 1935, et à les publier, volume après volume, à partir de 1939. Le projet initial était la rédaction d'un traité d'analyse. Il s'est étendu et couvre aujourd'hui un très large spectre, à partir des axiomes de la théorie des ensembles. Le singulier « mathématique » est un choix délibéré de l'auteur, justement pour montrer l'unité de la (des) mathématique(s).

## Influence sur l'enseignement
Les initiateurs du projet étaient enseignants-chercheurs à l'université, s'adressant à des étudiants, enseignants et chercheurs de l'université. Ces ouvrages ont eu beaucoup d'influence sur l'enseignement des mathématiques et sur l'évolution des mathématiques. Pour différentes raisons certains pays d'Europe de l'Ouest ont voulu utiliser un formalisme proche de celui de Bourbaki dans l'enseignement dès l'école primaire, dans les années 1960.
Ont été alors qualifiés de « bourbakistes » ceux qui étaient favorables à cette forme d'enseignement très formel, et d' « antibourbakistes » les autres. Il faut noter cependant que
plusieurs membres du groupe Bourbaki se sont désolidarisés de cette réforme de l'enseignement.
On appelle aussi « bourbakiste » un mathématicien qui formalise à l'excès ses démonstrations.

## Perspective mathématique
On peut aujourd'hui formaliser toutes les mathématiques connues au sein de la théorie des ensembles. Pour cela il a fallu attendre 1920 et la forme actuelle de la théorie des ensembles. Auparavant les mathématiques étaient constituées de plusieurs disciplines assez indépendantes (géométrie, analyse, algèbre…). De plus, jusqu'au XIXe siècle, elles n'étaient pas formalisées de façon complètement satisfaisante.
Par exemple, au lieu de partir des axiomes d'Euclide pour construire la Géométrie euclidienne, on peut aussi interpréter ces axiomes dans la théorie des ensembles, et par la suite toute la géométrie euclidienne. De même l'arithmétique de Peano peut être interprétée dans la théorie des ensembles.
Dans l'enseignement, le bourbakisme a amené à faire de la géométrie sans figure, sans représentation graphique, uniquement à partir des axiomes et des règles de déduction.
Il est possible de formaliser toutes les mathématiques connues, mais en général on ne le fait pas strictement et systématiquement, parce que ce serait beaucoup trop fastidieux, sauf éventuellement avec un assistant de preuve. Les démonstrations consistent en général à convaincre l'auteur et les lecteurs que l'on pourrait formaliser, si c'était nécessaire.